# Onigoroshi - Demon City
Onigoroshi - Demon City (Oni Goroshi) è un film del 2025 diretto da Seiji Tanaka, basato sull'omonimo manga di Masamichi Kawabe.

## Trama
Incastrato per l'omicidio della sua famiglia un padre si dà per morto ed è disposto a tutto per vendicarsi dei "demoni" mascherati che hanno preso il controllo della città.

## Distribuzione
Il film è stato distribuito in streaming sulla piattaforma Netflix il 27 febbraio 2025.